# Francisco de Toledo Herrera
Francisco de Toledo Herrera (Còrdova, 4 d'octubre de 1532 - Roma, 14 de setembre de 1596) va ser un filòsof i teòleg espanyol, i el primer jesuïta que arribà al cardenalat.

## Biografia
Nascut en una família de jueus conversos, estudià filosofia i arts en la Universitat de València i teologia en la de Salamanca, on fou deixeble de Domingo de Soto. Ingressà en la Companyia de Jesús el 3 de juny de 1558, i feu el noviciat a Simancas durant uns mesos. El 1559 fou cridat a Roma pel prepòsit general Diego Laínez, i allí professà l'orde el 1564. Prèviament havia estat nomenat superior de novicis del Collegio Romano, i professor de filosofia entre el 1559 i el 1562, i de teologia moral del 1562 al 1569. En aquest any fou nomenat predicador apostòlic, càrrec que ocupà durant vint-i-quatre anys. Fou rector d'alguns seminaris regentats pels jesuïtes, entre els quals el Collegium Germanicum et Hungaricum. Fou teòleg de la Penitenciaria Apostòlica i consultor de la Inquisició romana. Gradualment ingressà en quasi totes les congregacions de la Cúria romana.
El 1570 participà com a defensor en el procés contra l'arquebisbe de Toledo Bartolomé de Carranza. El 1571 acompanyà el cardenal Commendone en una missió diplomàtica davant l'emperador Maximilià i el rei Segimon de Polònia per a organitzar una lliga contra els turcs. Des d'aleshores dugué a terme diverses missions diplomàtiques per als papes Gregori XIII, Gregori XIV, Innocenci IX i Climent VIII a Àustria, Polònia, Baviera i Flandes. A Lovaina rebé la retractació de Michel de Bay, les tesis teològiques del qual, inspirades en l'agustinisme rígid del jansenisme, havien estat condemnades per Pius V. Poc després fou enviat a França per a un assumpte transcendental: la conversió al catolicisme d'Enric IV de França.
Toledo s'oposà sense èxit (com altres jesuïtes espanyols, amb el suport de Felip II, que enviaren memorials a la congregació) a la continuïtat en el càrrec del prepòsit general Claudio Acquaviva, i com a reacció s'inclogué com a requisit per a ingressar en la Companyia, a partir de llavors, no ser descendent de jueu o moro, per haver identificat com a conversos espanyols (com ho era el mateix Toledo) la major part dels «memorialistes» opositors.
En el consistori del 17 de setembre de 1593 fou nomenat cardenal prevere titular de Santa Maria in Transpontina, essent així el primer jesuïta que assolí la dignitat cardenalícia. L'any 1594, estant greument malalt, dimití el cardenalat per a recloure's en una casa jesuítica, però no li fou acceptada la dimissió.
Escriví tractats de teologia i comentaris sobre Aristòtil. També participà en la revisió de la Vulgata. La seua obra més important, traduïda a diverses llengües, és la Summa conscientiæ, seu instructio sacerdotum ac de septem peccatis mortalis, publicada pòstumament a Roma el 1618.
Està sepultat en la Basílica Liberiana.

## Obres

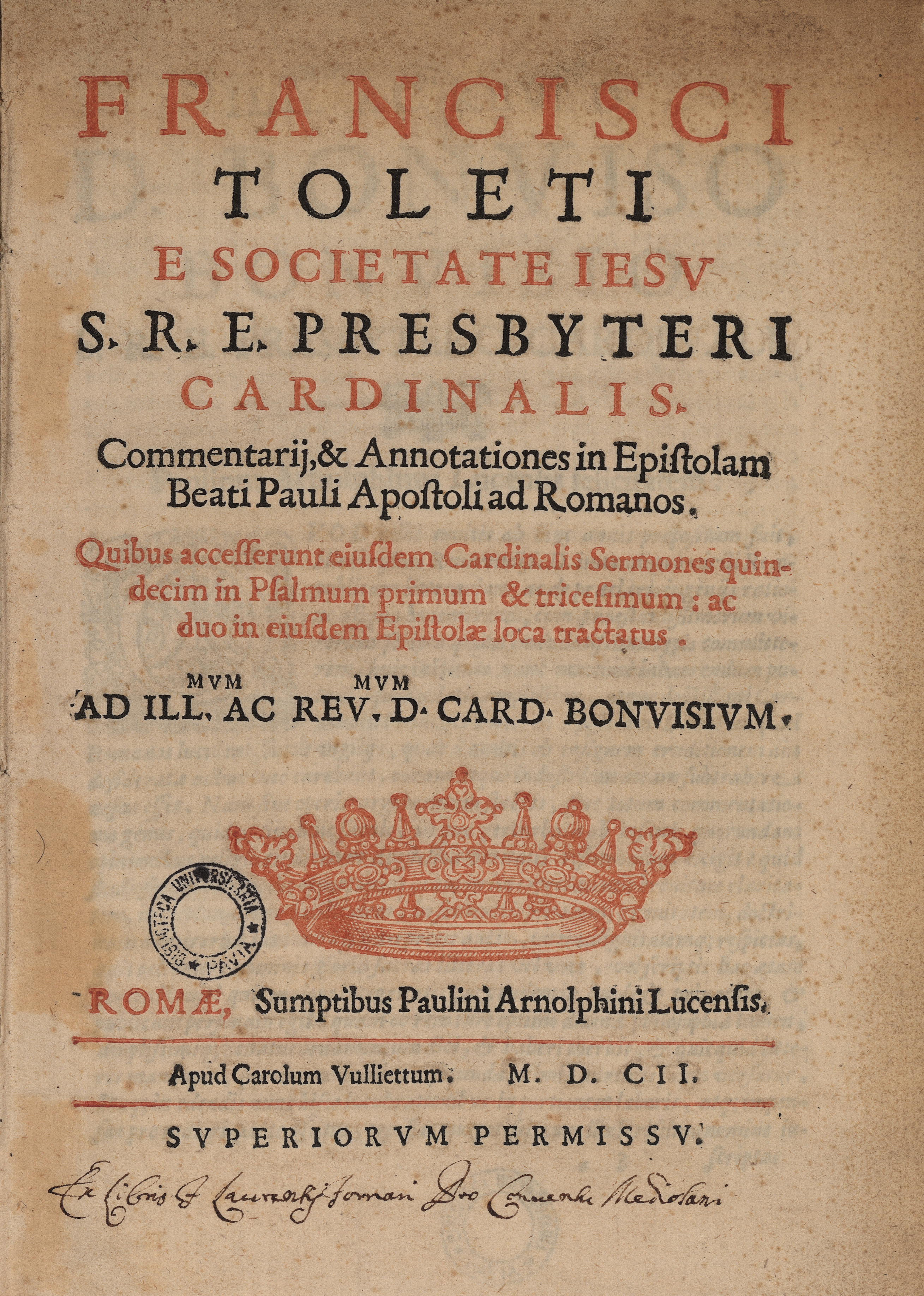
Commentarii et annotationes in Epistolam Beati Pauli apostoli ad Romanos, 1602

- Opera omnia philosophica, Wilhelm Risse (ed.), Cornell University, 1985, ISBN 348707494X.
- De Instructione Sacerdotum et peccatis mortalibus, Douai, 1608.
- Commentariorum doctoris Francisci Toleti de Societate Iesu, In Sacrosanctum Ioannis Euangelium: tomus secundus: in quos de iis agitur, quæ ad sacrosanctam Iesu Christi Domini nostri Passionem & Resurrectionem spectant, Lió, 1589.
- Tractatvs De Septem Peccatis Mortalibus, cum Bullae Coenae Domini dilucidatione, 1600.
- Commentarii in prima XII capita Sancrosancti Iesu Christi D. N. Evangelii secundum Lucam, iuxta exemplar Romae impressus et a mendis expurgatus, Venècia, 1600.
- In sacrosanctum Ioannis Euangelium commentarij. Adiecti sunt tres indices, vnus rerum, alter eorum scripturæ locorum, qui vel ex professo, vel obiter explicantur. Tertius hæresum, quae in hoc opere confutantur, Typographia Vaticana, 1590
- Commentaria, vna cum Quæstionibus, In Vniversam Aristotelis Logicam, 1596.
- Commentaria vna cum quæstionibus in octo libros Aristotelis de physica auscultatione, 1573.